# Engenharia web
A engenharia web é uma disciplina emergente que promove ativamente abordagens sistemáticas, disciplinadas e quantificáveis para o desenvolvimento com sucesso de aplicações e sistemas baseados na web de alta qualidade e ubiquamente úteis. Particularmente, a engenharia web foca nas metodologias, técnicas e ferramentas que são a base para o desenvolvimento de aplicações web e que suportam seus projetos, desenvolvimentos, evoluções e avaliações. O desenvolvimento de aplicações web possui certas características que o tornam diferentes do desenvolvimento de aplicações para computadores, sistemas de informação ou software tradicional.
A engenharia web é multidisciplinar e engloba contribuições de diversas áreas: análise de sistemas e design, engenharia de software, engenharia de hipermídia/hipertexto, engenharia de requisitos, interação homem-computador, interface de usuário, engenharia de informação, indexação e recuperação de informação, testes, modelagem e simulação, gerenciamento de projetos e design gráfico e apresentação. A engenharia web não é um clone, nem um subconjunto da engenharia de software, apesar de ambas envolverem programação e desenvolvimento de software. Uma vez que a engenharia web utiliza princípios da engenharia de software, ela engloba novas abordagens, metodologias, ferramentas, técnicas e orientações para atender as necessidades específicas de aplicações baseadas na web.

## Histórico
A Word Wide Web tornou-se uma grande plataforma de entrega para uma variedade de aplicações corporativas sofisticadas e complexas em vários domínios. Além de suas funcionalidades multisuperficiais, estas aplicações web exibem comportamento complexo e colocam algumas demandas únicas em sua usabilidade, performance, segurança e habilidade de crescer e envolver. Contudo a grande maioria dessas aplicações continuam a ser desenvolvidas de modo ad-hoc, contribuindo para problemas de usabilidade, manutenabilidade, qualidade e segurança. Enquanto o desenvolvimento web pode beneficiar-se das práticas estabelecidas de outras disciplinas relacionadas, ele certas características distintivas que demandam considerações especiais. Nos anos recentes, houve alguns desenvolvimentos para endereçar esses problemas e requerimentos.

## Engenharia web como uma disciplina
Os defensores da engenharia web apoiaram o estabelecimento da engenharia web como uma disciplina em uma fase precoce da web. O primeiro seminário de engenharia web ocorreu em conjunto com a Conferência da World Wide Web realizada em Brisbane, Austrália, em 1998. San Murugesan, Yogesh Deshpande, Steve Hansen e Athula Ginige, da Universidade de Sydney Ocidental, Austrália, promoveram a engenharia web formalmente como uma nova disciplina no primeiro seminário de engenharia web ICSE em 1999. Desde então eles publicaram uma série de artigos em vários jornais, conferências e revistas para promoverem sua visão e obterem um apoio maior. Os maiores argumentos para defender a engenharia web como uma nova disciplina é:
- O processo de desenvolvimento WIS é diferente e único.
- Engenharia web é multi-disciplinar; não há uma disciplina única(como engenharia de software) que possa fornecer base teórica completa, corpo de conhecimento e práticas para orientar o desenvolvimento WIS.
- Questões de evolução e gerenciamento de ciclo de vida quando comparados a mais aplicações "tradicionais".
- Sistemas de informações e aplicações baseados na web são universais e não triviais. A perspectiva da web como uma plataforma continuará a crescer e merece ser tratada especificamente.

Portanto, ela tem sido controversa, principalmente para pessoas de outras disciplinas tradicionais como engenharia de software, para reconhecer a engenharia web como uma nova área. A questão é quão diferente e independente a engenharia web é, comparada com outras disciplinas.
Os tópicos principais da engenharia web incluem, mas não são limitados, as seguintes áreas:

### Processo Web & Disciplinas de Gerenciamento de Projetos
- Processo de Desenvolvimento e Melhoria de Processo de Aplicações Web
- Gerenciamento de Projetos Web e Gerenciamento de Riscos
- Desenvolvimento Web Colaborativo

### Disciplinas de Modelagem de Requisitos Web
- Processos de Negócio para aplicações na web
- Modelagem de Processos de Aplicações Web
- Engenharia de Requisitos para Aplicações Web

### Disciplinas, Ferramentas e Metodologias para Projeto de Sistemas Web
- UML e a web
- Modelagem Conceitual de Aplicações Web (também conhecida como Modelagem web)
- Métodos de Prototipação e Ferramentas
- Metodologias de Design Web
- Ferramentas CASE para Aplicações Web
- Design de Interface Web
- Modelos de Dados para Sistemas de Informações Web

### Disciplinas de Implementação de Sistemas Web
- Ambientes Integrados de Desenvolvimento de Aplicações Web
- Geração de Código para Aplicações Web
- Fábrica de Software para/na Web
- Web 2.0, AJAX, E4X, Asp.net2.0, Asp.net3.0 e Outros Novos Desvenvolvimentos
- Desenvolvimento e Implementação de Serviços Web
- Engenharia Web Empirica

### Disciplinas de Teste de Sistemas Web
- Teste e Avaliação de Sistemas e Aplicações Web
- Automação de Testes, Métodos e Ferramentas

### Disciplinas de Categoras de Aplicações Web
- Aplicações Web Semânticas
- Aplicações Web Móveis e Ubíquas
- Desenvolvimento de Aplicações Web Móveis
- Entrega Web Independente de Dispositivo
- Localização e Internacionalização de Aplicações Web

### Disciplinas de Atributos de Qualidade Web
- Métricas, Estimação de Custo e Medições Web
- Personalização e Adaptação de Aplicações Web
- Qualidade Web
- Usabilidade de Aplicações Web
- Acessibilidade Web
- Performance de Aplicações Web

### Disciplinas de Conteúdo Relacionado
- Gerenciamento de Conteúdo Web
- Ferramentas e Softwares Multimídia de Autoria
- Autoria de Hipermídia Adaptativa

## Recursos de Engenharia Web
Instituições
Livros
- LOWE, David. Engenharia Web. 1. ed. São Paulo: LTC, 2009. 426 p. ISBN 9788521616962
- AMARAL, Juliana. Engenharia de Software Orientada para a Web. 1. ed. São Paulo: Com Arte, 2003. 99 p. ISBN 9788587073860
- FRIEDLEIN, Ashley. Como gerenciar Sites Web de Sucesso. 1. ed. São Paulo: Campus, 2003. 412 p. ISBN 85-352-1303-1